# Cromosoma 1
El cromosoma 1 es el más grande de los veintitrés pares de cromosomas del cariotipo humano y uno de los veintidós autosomas. En condiciones normales, un humano tiene dos copias de este cromosoma, uno heredado de la madre y otro del padre durante la reproducción sexual. Este cromosoma está compuesto en su totalidad de 248 387 328 pares de bases, representando aproximadamente el 8 % de la información contenida en el genoma humano.

## Genes

### Número de genes
La identificación de genes en cada cromosoma se realiza mediante la anotación estructural y funcional del ADN. Debido a la aplicación de diferentes métodos bioinformáticos de predicción de genes, existen variaciones en el número de genes estimados en cada cromosoma.
| Base de datos | Genes codificantes de proteínas | ADN no codificante | Pseudogenes | Fecha      | Ref.               |
| ------------- | ------------------------------- | ------------------ | ----------- | ---------- | ------------------ |
| CCDS          | 1 985                           | --                 | --          | 26/10/2022 | [ 2 ]              |
| HGNC          | 2 004                           | 962                | 1 229       | 11/04/2025 | [ 5 ]              |
| Ensembl       | 2 066                           | 2 288              | 1 294       | 13/05/2024 | [ 6 ]              |
| UniProt       | 2 067                           | --                 | --          | 05/02/2025 | [ 7 ]              |
| NCBI          | 2 048                           | 1 595              | 1 471       | 23/08/2024 | [ 8 ] [ 9 ] [ 10 ] |

Cromátida del cromosoma 1.

Los siguientes son algunos genes localizados en el cromosoma 1.
- ABCA4: codifica una ATPasa implicada en la enfermedad de Stargardt
- ACADM: acil-Coenzima A deshidrogenasa, C-4 to C-12 cadena recta
- ACTA1: codifica actina α implicada en la miopatía nemalínica
- ASPM: determinante del tamaño cerebral
- COL11A1: colágena, tipo XI, alfa 1
- CPT2: carnitina palmitoiltransferasa II
- DBT: transciclasa dihidrolipoamida de cadena ramificada E2
- DIRAS3: DIRAS family, GTP-binding RAS-like 3
- F5: factor de la coagulación V (proacelerina, factor lábil)
- GALE: UDP-galactosa-4-epimerasa
- GBA: glucosidasa, beta;(incluye glucosilceramidasa) (gen de la enfermedad de Gaucher)
- GJB3: proteína de ensamblaje gap, beta 3, 31kDa
- GLC1A: gen del glaucoma
- HFE2: hemocromatosis tipo 2 (juvenil)
- HMGCL: 3-hidroximetil-3-metilglutaril-Coenzima A liase (hidroximetilglutaricaciduria)
- HPC1: gen del cáncer de próstata
- IRF6: gen de la formación de tejido conectivo
- LMNA: gen de las lamininas A y C de la lámina nuclear
- Gen de la proteína D: factor Rh
- MTHFR: Gen codificante para la metilentetrahidrofolato reductasa.

- UROD: Porfiria cutánea tarda

### Brazo corto (p)
- AMY1B: alfa Amilasa1-B cataliza la hidrólisis de enlaces α-1,4-glucosídicos en moléculas glucídicas (1p21.1)

- BCAR3 : Proteína 3 de resistencia a los antiestrógenos del cáncer. (1p22.1}

- TSHB: Gen codificante de la subunidad beta de la hormona estimulante de la tiroides (tirotropina). (1p13)

### Brazo largo (q)
- ACTA1: codifica actina α-1 (1q42.13)

- BCL9 : Proteína 9 del linfoma de células B (LLC). Cofactor de transcripción. (1q21)

- SELL: Familia de proteínas Selectinas L, E, P. (1q24.2)

- PEX11B: Proteína peroxisomal 11B (1q21.1)

## Enfermedades relacionadas
- Enfermedad de Alzheimer
- Enfermedad de Alzheimer, tipo 40
- Cáncer de Mama
- Deficiencia de carnitina palmitoiltransferasa tipo II
- Enfermedad de Charcot-Marie-Tooth
- Colagenopatías, tipo II y XI
- Hipotiroidismo congénito
- Sordera, sordera autosómica recesiva 36
- Síndrome de Ehlers-Danlos
- Síndrome de Ehlers-Danlos, tipo cifoescoliosis.
- Factor V Leiden trombofilia
- Poliposis adenomatosa familiar
- Galactosemia
- Enfermedad de Gaucher
- Enfermedad de Gaucher tipo 1
- Enfermedad de Gaucher tipo 2
- Enfermedad de Gaucher tipo 3
- Glaucoma
- Hemocromatosis
- Hemocromatosis tipo 2
- Porfiria hepatoeritropoyética
- Homocistinuria
- Síndrome Progeria Hutchinson Gilford
- Deficiencia de 3-hidroxi-3-metilglutaril-CoA liasa
- Enfermedad de la orina de jarabe de arce
- Deficiencia de la cadena media de acil-coenzima A dehidrogenasa
- Síndrome de Muckle-Wells
- Enfermedad de Parkinson
- Enfermedad de Stargardt
- Feocromocitoma
- Porfiria
- Cáncer de próstata
- Síndrome de Stickler
- Trimetilaminuria
- Síndrome de Usher
- Síndrome de Usher tipo II
- Síndrome de Van der Woude
- Tumor de Wilms
- Distrofia corneal de Schnyder
- Síndrome microdeleción 1q21.1
- Síndrome microduplicación 1q21.1